# Фундація Жуана Міро

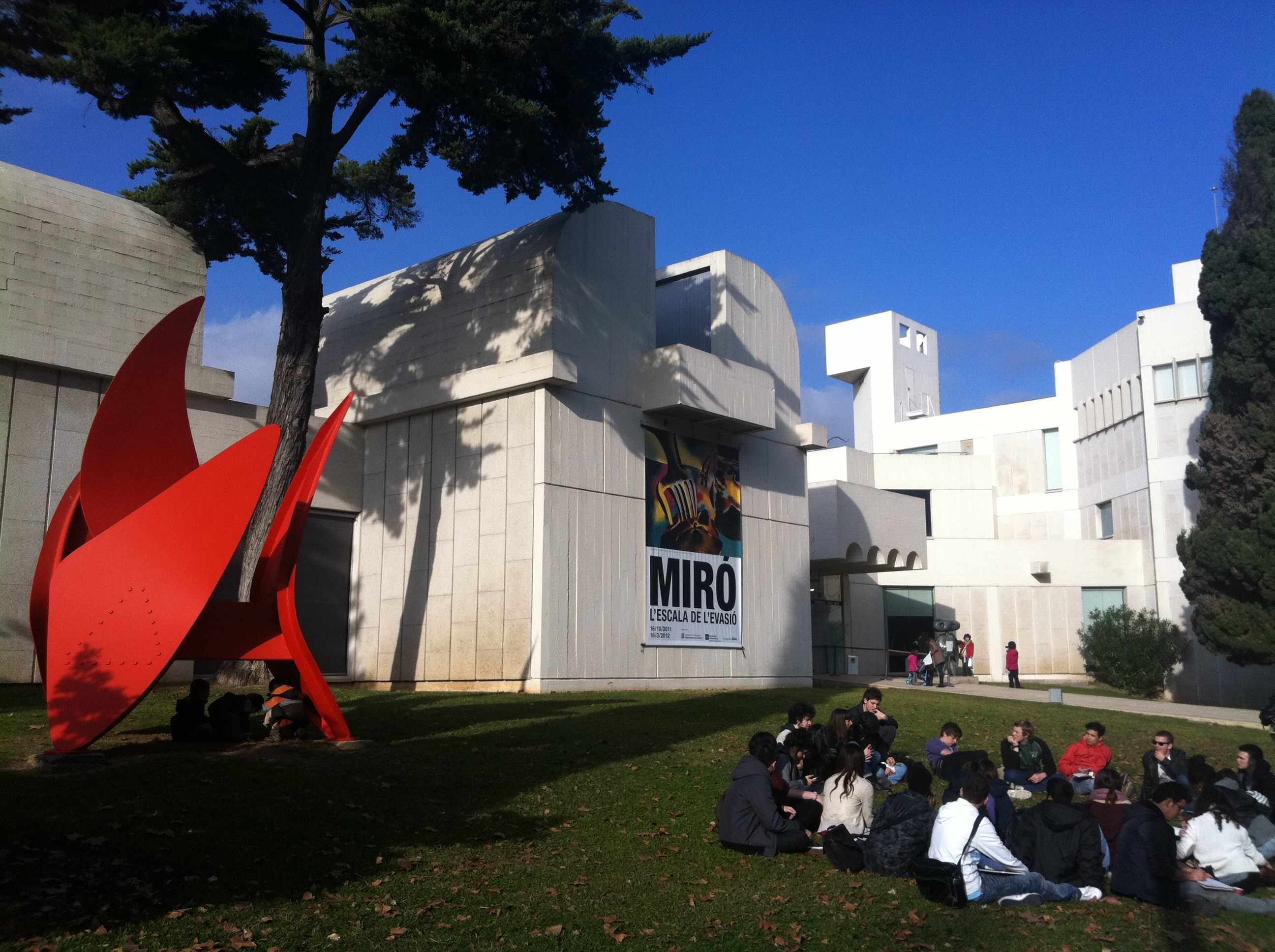
Скульптура Александра Колдера «4 крила» (1972) біля входу до Фундації Жуана Міро

Фундація Жуана Міро в Барселоні (кат. La Fundació Joan Miró en Barcelona) — музей сучасного мистецтва в Барселоні. Заснований 10 червня 1975 в Барселоні, в приміщенні, збудованому за проектом каталонського художника Жозепа Льюїса Серта (Josep Lluís Sert), учня Ле Корбюзьє.
Будівля музею Жоана Міро розташована на схилі пагорба Монжуїк, за Національним палацом, в якому знаходиться Національний музей мистецтва Каталонії. Колекція музею відображає різні сторони творчості художника. У багаторівневих приміщеннях представлено 300 картин, 150 скульптур, 9 текстильних робіт, і більше 8000 малюнків, які включають зокрема і ранні роботи.
На першому поверсі проходять виставки робіт сучасних молодих художників, а з тераси другого поверху відкривається вражаючий вид на Барселону.